# Gammarelli
Gammarelli (nombre completo Ditta Annibale Gammarelli) es una sastrería de vestimentas litúrgicas y el pañolero oficial del papa. La tienda abrió sus puertas en 1798 y está situada en Roma, justo al lado de la Piazza della Minerva y cerca del Panteón.

## Historia
Gammarelli comenzó en 1798 cuando Giovanni Antonio Gammarelli abrió el negocio, originalmente al servicio del clero romano. Después de Giovanni, su hijo Filippo se hizo cargo de la tienda y luego el hijo de Filippo, Annibale, sucedió a su padre. En 1874, Annibale trasladó la tienda desde su ubicación original en Vía del Baulari a su actual local en Vía Santa Chiara 34, donde está rodeada de otros vendedores de artículos religiosos en una zona que ha sido comparada con Savile Row de Londres. Está ubicado en el mismo edificio que la Academia Pontificia Eclesiástica. Los hijos de Annibale, Bonaventura y Giuseppe, rebautizaron la tienda «Ditta Annibale Gammarelli» en honor a su padre. El hijo de Bonaventura, Annibale, sucedió a su padre, seguido por la sexta generación de la familia: Maximillian, Lorenzo y Stefano Paolo.
Las reformas del Concilio Vaticano II respecto a la vestimenta clerical, el establecimiento de la Cortina de Hierro que separaba a los sacerdotes y obispos de Europa del Este de Occidente, junto con una disminución en el número de sacerdotes en mercados como Estados Unidos, llevaron a una caída en el negocio de los sastres a partir de mediados del siglo XX. Luego comenzó a cortar trajes de uso diario y a ofrecer telas mezcladas con lana y poliéster y algodón y poliéster para atraer a los estadounidenses. Los negocios también aumentaron después de que Juan Pablo II ordenó a los sacerdotes de Roma usar el traje clerical o sotana a principios de los años 1980.

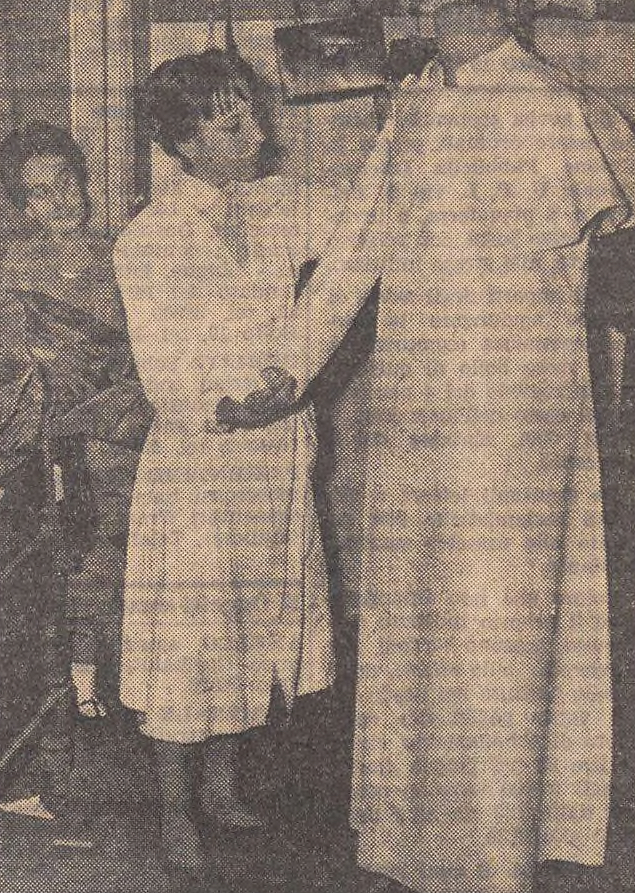
Una sastre de Gammarelli preparándose para el cónclave de 1958.

La tienda fue reconocida como taller histórico por el alcalde de Roma en 1998 y se agregó a la lista de tiendas históricas de Roma en 2000. La marca de ropa lanzó su primer sitio web en 2012 y, en 2016, la sexta generación de la familia Gammarelli asumió el liderazgo del negocio. La tienda continuó fabricando y entregando pedidos a los clientes durante la pandemia de COVID-19 y, a partir de 2024, Alessia Gammarelli es la propietaria y gerente, la primera mujer de su familia en administrar el establecimiento. Se considera una de las empresas familiares más antiguas de Europa.

## Productos

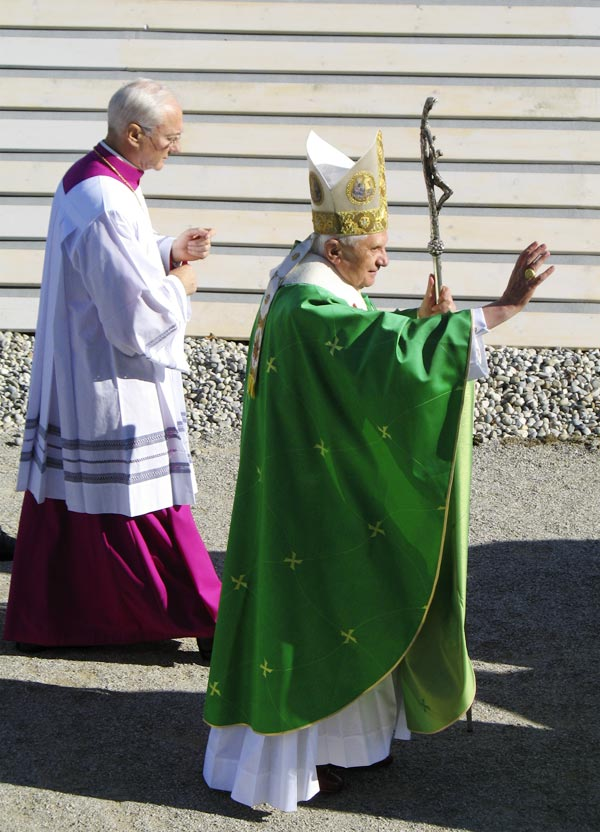
Piero Marini luciendo una sobrepelliz estilo Gammarelli mientras asiste al papa Benedicto XVI.

Gammarelli produce varios tipos de ropa clerical. Estos incluyen vestimentas para la celebración de la Misa y otras funciones litúrgicas, como casullas, mitras y sandalias episcopales; hábitos corales para aquellos clérigos que asisten pero no participan en la liturgia, como solideos, mucetas y sobrepellices; así como sotanas y sombreros de teja junto con suéteres y trajes para uso diario no litúrgico. El tipo específico de sobrepelliz que usaba el maestro de ceremonias papal y que se prefería en el Vaticano, una prenda de color blanquecino con tenues bandas de bordado, a veces se denomina sobrepelliz Gammarelli. La tienda también vende zapatos clericales, en negro para los sacerdotes comunes y en rojo para los cardenales.
El minorista también vende suministros litúrgicos generales, como sacras y cálices. La firma también produjo telas ornamentales para ocasiones litúrgicas especiales, como por ejemplo para la reconsagración de Santa Cecilia en Trastevere en 1899.
Gammarelli es un proveedor de atuendos especializados para cardenales, y ha vestido a cardenales notables como Francis Spellman, Walter Kasper, Friedrich Wetter y Joseph Bernardin. Muchas veces los cardenales recién nombrados no compran sus propias vestimentas, sino que se las dan sus familiares y amigos que las compran a Gammarelli. El minorista es uno de los pocos fabricantes restantes del capelo, que ya no es usado por los cardenales después de su abolición en 1969, pero aún está suspendido sobre las tumbas de los cardenales fallecidos. El vestuario para el drama de Otto Preminger de 1963 El cardenal también fue proporcionado por la familia.
La tienda también vende insignias de caballeros papales, como la Orden de Malta, la Orden de San Silvestre y la Orden de San Lázaro de Jerusalén. Es el minorista oficial de vestimentas de la liga de oración del beato Carlos I de Austria y IV de Hungría desde 2024.

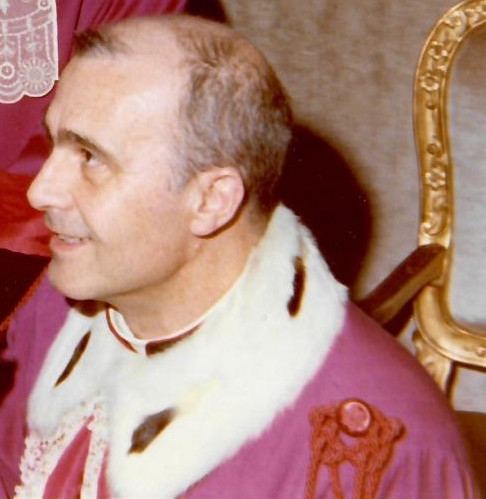
La vestimenta de los jueces del Tribunal de la Rota Romana fue diseñada por Gammarelli.

La vestimenta de los jueces del Tribunal de la Rota Romana, el tribunal canónico más alto de la Iglesia católica, fue diseñada por Giuseppe Gammarelli en 1913 y usada por primera vez por los miembros del tribunal cuando escucharon el caso matrimonial de Boni de Castellane y Anna Gould.

### Medias
Los calcetines de Gammarelli han sido descritos como «artículos de culto entre los fashionistas trotamundos». Son los favoritos de Édouard Balladur, ex primer ministro de Francia, quien le regaló un par a François Fillon en 1992. Los calcetines Gammarelli también aparecieron en la película Phantom Thread, donde un diseñador de moda interpretado por Daniel Day-Lewis los dibuja en un diseño. El director creativo de Balenciaga, Demna Gvasalia, los utilizó en un desfile en el verano de 2020. Comenzaron a venderse en línea a través de un minorista digital con sede en París llamado Mes Chaussettes Rouges («Mis calcetines rojos») en 2011.
El lujo de la marca la ha convertido en un icono simbólico del clericalismo malsano presente en la Iglesia católica. La inspiración para Heavenly Bodies: Fashion and the Catholic Imagination, una exhibición de 2018 en el Museo Metropolitano de Arte, ha sido atribuida en parte al sastre.

## Sastre papal

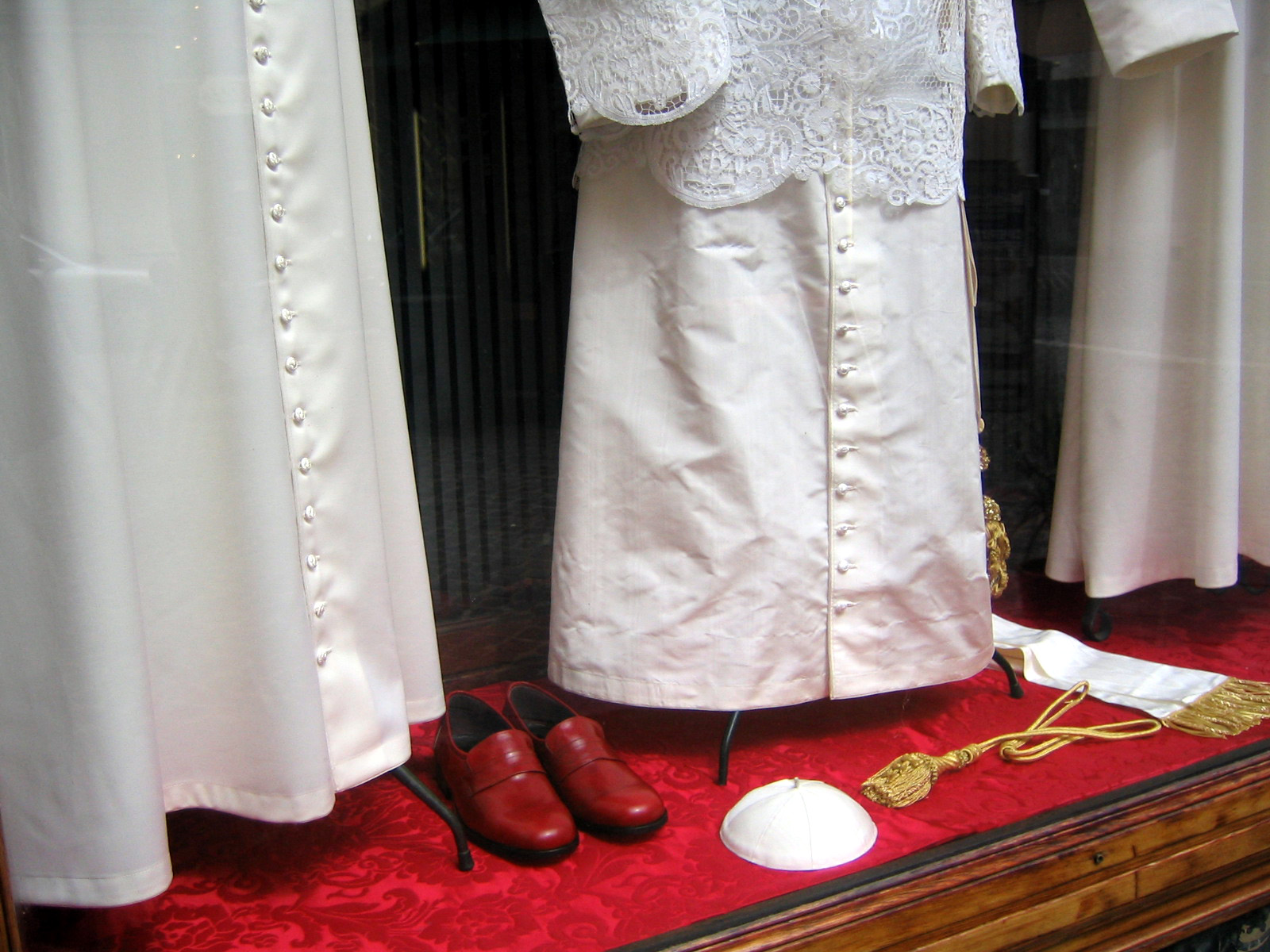
Detalle de las vestimentas papales específicas confeccionadas por Gammarelli para el cónclave de 2005, incluidos los zapatos rojos, la fascia papal o faja de cintura y el cordón para la cruz pectoral.

Gammarelli fue nombrado sastre papal en 1813 por el papa Pío VII. Tras la muerte de un papa y el posterior anuncio de un cónclave, la empresa fabrica tres sotanas blancas con muceta, zapatos papales rojos, solideo y capa roja en tamaño pequeño, mediano y grande, basándose en estimaciones del tamaño de los principales cardenales, que luego se envían a la Sala de las Lágrimas, adyacente a la Capilla Sixtina. Muchas veces las medidas del cardenal elegido ya están archivadas, ya que es un cliente anterior de la tienda. Este conocimiento predictivo avanzado significaba que los periodistas que cubrían los cónclaves papales a menudo acudían a la tienda en busca de una pista, que el negocio nunca les proporcionaba. Aunque se le presenta después de su elección con una sotana Gammarelli, es decisión de cada papa si conserva o no los servicios de la familia durante el resto de su tiempo en el cargo. Pío XII es el único papa que eligió un sastre diferente durante su papado, optando por utilizar un sastre privado empleado por su familia aristocrática.

### Juan XXIII

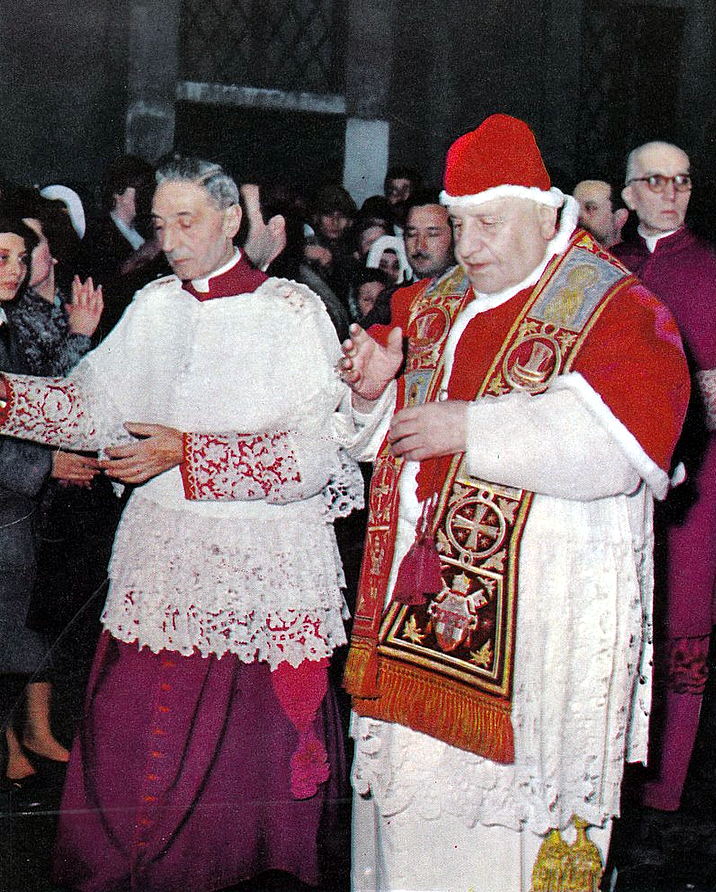
Juan XXIII revivió el camauro para el uso cotidiano con la ayuda del sastre papal Gammarelli.

Bonaventura Gammarelli adivinó correctamente que Angelo Roncalli sería elegido como candidato de compromiso en el cónclave de 1958, y confeccionó la sotana más grande en consecuencia. La firma había cosido para él desde su época como capellán en el ejército italiano durante la Primera Guerra Mundial. En la prisa por vestirlo después de su elección, los asistentes papales pasaron por alto la prenda de tamaño correcto y le presentaron con la sotana mediana con una abertura en la espalda sujeta con imperdibles. Al salir del balcón, les esperaba la sotana de tamaño adecuado. Sin embargo, Juan XXIII le dio a la familia Gammarelli mucho menos trabajo que su predecesor, ordenando diez sotanas nuevas a lo largo de su reinado de cinco años, a diferencia de sus predecesores que ordenaban hasta ocho sotanas al año. Sin embargo, utilizó los servicios del pañero para revivir el camauro. Como no existían imágenes contemporáneas en las que basar su reproducción del sombrero (no había sido usado por los papas desde fines del siglo XVIII), Gammarelli buscó inspiración en los retratos papales del Renacimiento.
Esta predicción correcta se repitió para el papa Pablo VI en el cónclave de 1963, quien había comprado en la tienda desde que era estudiante de la Academia Pontificia Eclesiástica y se negó a usar cualquier producto de otro sastre.
Si bien la tienda solía exhibir orgullosamente el escudo papal en el exterior de su escaparate, de manera similar a la autorización real, a mediados de la década de 1970 el Vaticano solicitó que se suspendiera esta costumbre. Como Juan Pablo I sólo utilizó la sotana mediana de las tres producidas para el cónclave de agosto de 1978, se conservaron las otras dos utilizadas y una nueva prenda de tamaño intermedio reemplazó la que llevaba el papa fallecido.

### Juan Pablo II y Benedicto XVI
Aunque Juan Pablo II no utilizó a Gammarelli como cardenal, siguió recurriendo al sastre tras su elección, prefiriendo un modelo de lana ligera que se desgastaba con frecuencia debido a su estilo de vida activo. Filippo Gammarelli también especuló que prefería una tela más ligera debido al clima frío de su Polonia natal. La firma también produjo prendas especiales para varios viajes papales que realizó Juan Pablo II, como una chaqueta de esquí acolchada para un viaje a Marmolada y un sombrero de paja para una visita a África. Como la edad le hacía encorvarse, Gammarelli fue afinando el dobladillo de la sotana para que siempre llegara perfectamente al suelo.
Aunque el papa Benedicto XVI vistió Gammarelli para su primera aparición con el blanco papal, hubo algunas dificultades para adaptarlo a una de las vestimentas del sastre antes de su aparición después de su elección, una demora que Lorenzo Gammarelli atribuyó a que las pruebas finales las realizó un sastre novato. Luego apareció en el balcón de la logia de San Pedro con las mangas negras de su suéter visibles bajo la sotana. Benedicto luego desató una leve controversia al compartir sus órdenes con otro clérigo sastre, Euroclero. Esto se atribuyó en parte al hecho de que la tienda de Euroclero en Roma estaba al otro lado de la calle de su antigua oficina como jefe del Dicasterio para la Doctrina de la Fe. Ni Gamarelli ni Raniero Mancinelli, otro sastre utilizado por Benedicto, quisieron hacer comentarios sobre la identidad del fabricante del camauro que lució Benedicto en 2005.
El papa Francisco también contrató los servicios del taller, y a veces esperaba para reemplazar su sotana hasta que las mangas estaban visiblemente deshilachadas. Lorenzo Gammarelli intentó persuadir a Francisco para que usara pantalones blancos en lugar de negros debajo de su sotana, pero fue en vano. Joe Biden le dio a Francisco una casulla antigua hecha por el sastre en la década de 1930 que anteriormente había estado en posesión de la iglesia a la que asistía Biden, la Iglesia de la Santísima Trinidad en Washington D. C..

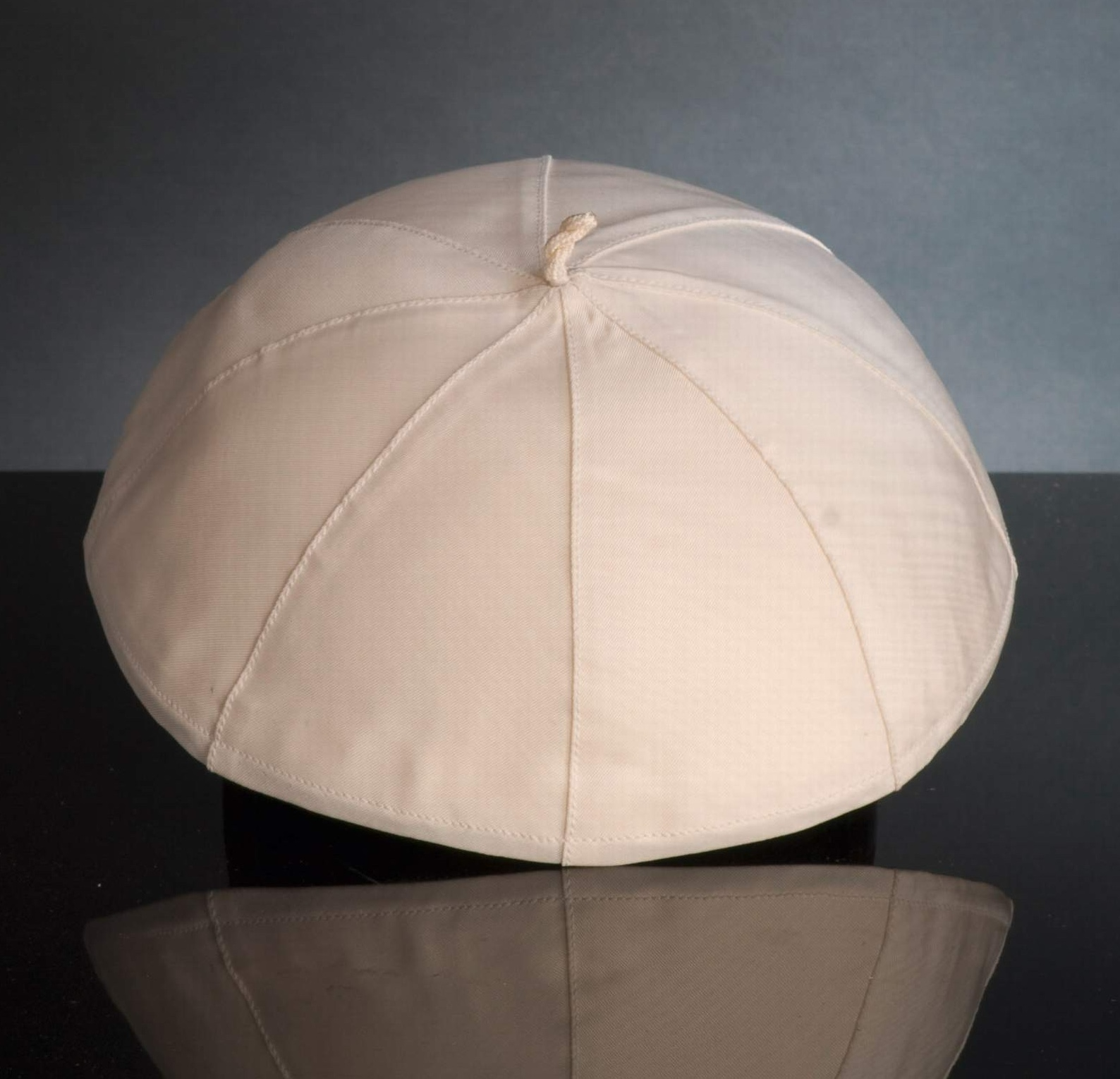
Un solideo papal blanco.

Los sastres de Gammarelli han producido las sotanas que han usado los papas recién elegidos en todos los cónclaves de los siglos XX y XXI, con la excepción del cónclave de octubre de 1978 que eligió a Juan Pablo II y el cónclave de 2025 que eligió a León XIV. El cónclave de 2025 utilizó una combinación de dos sotanas Gammarelli sobrantes del cónclave de 2013, junto con una nueva confeccionada por el sastre romano Ety Cicioni. Esto ha sido visto como un homenaje al legado de ambientalismo y sostenibilidad económica de Francisco.
Es una tradición que, al tener una audiencia privada con el papa, a veces para la bendición de una pareja de recién casados, si al pontífice se le presenta un nuevo solideo Gammarelli de su talla, intercambiará el que ha estado usando con el del invitado, dándoles así un recuerdo de su tiempo con él.
La estrecha relación entre el papa y la sastrería se ve subrayada por los retratos de todos los pontífices que la firma ha vestido, colgados en el vestíbulo.

## Galería

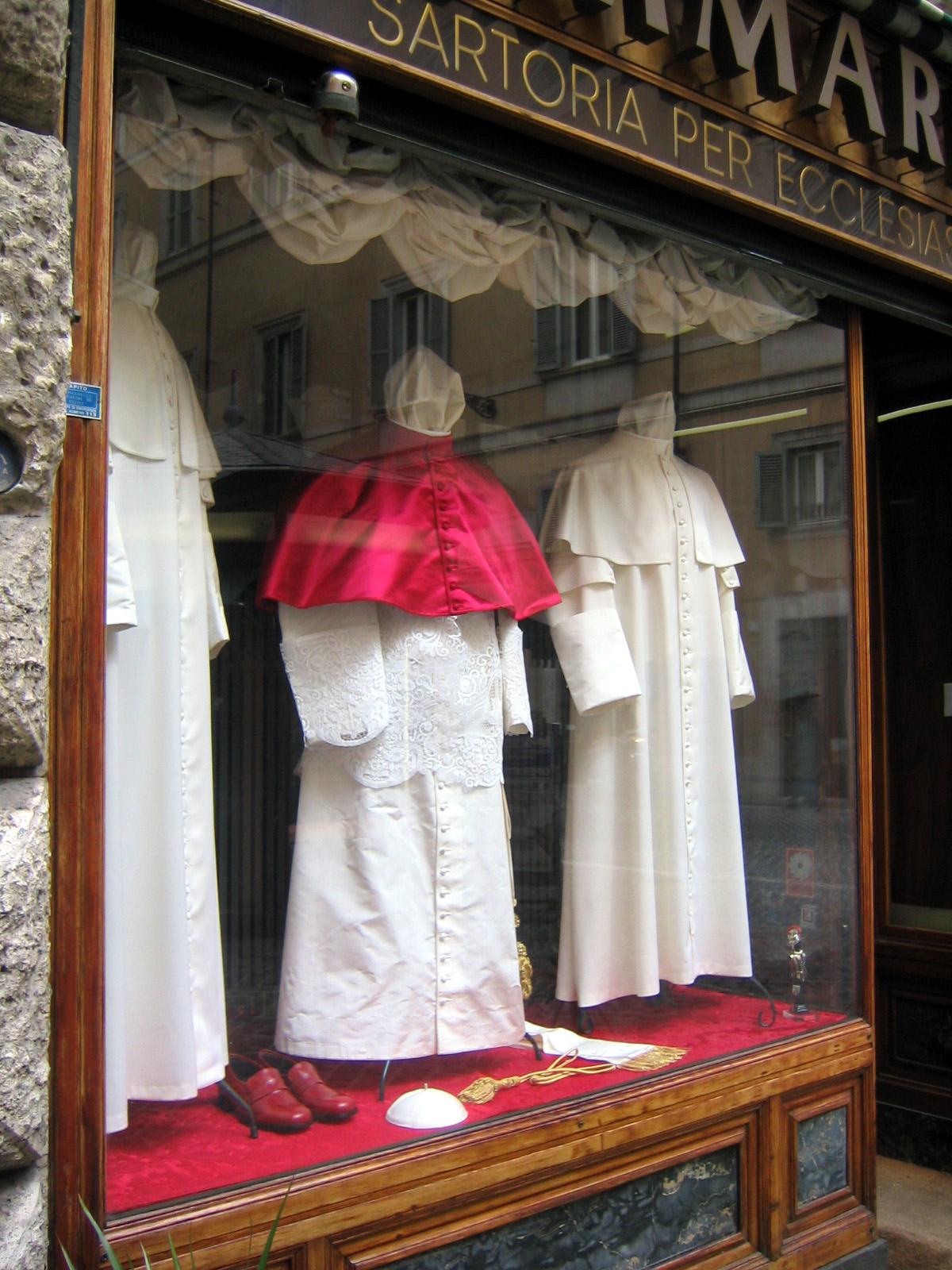
Vitrina de Gamarelli durante la sede vacante de 2005.
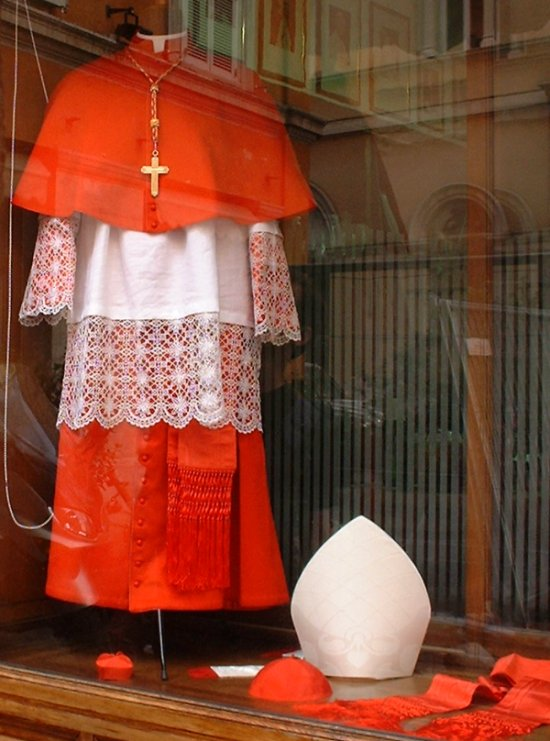
Vestimentas de un cardenal en la tienda de Gammarelli.